# Lijst van weg- en veldkruisen in Valkenburg aan de Geul
Dit is een onvolledige lijst van weg- en veldkruisen in de gemeente Valkenburg aan de Geul. Onder kruisen wordt verstaan: alle weg-, veld- en hagelkruisen ed. De kruisen op kerkhoven of op gevels en daken van gebouwen zijn buiten beschouwing gelaten.
Bij enkele kruisen staat het huisnummer aangegeven van de woning die erbij ligt.
| Adres                                      | Plaats         | Plaatsingsjaar | Soort kruis       | Extra informatie                                                                                              | Foto |
| ------------------------------------------ | -------------- | -------------- | ----------------- | --- | ---- |
| Fransesteeg-Gasthuisstraat                 | Berg           |                |                   | |      |
| Gasthuisstraat-Lindenstraat                | Berg           |                |                   | |      |
| Geulhemmerweg (bij de groeve)              | Berg           |                |                   | |      |
| Grotestraat-Pastoor Halmansstraat          | Berg           |                |                   | |      |
| Kleine Heideweg                            | Berg           |                |                   | |      |
| Kleine Heideweg-Lindenstraat               | Berg           |                | Dankkruis         | |      |
| Kleinstraat (bij nr. 6)                    | Berg           |                |                   | |      |
| Kleinstraat (bij nr. 24)                   | Berg           |                |                   | |      |
| Koelboschgrubbe                            | Berg           | 1942           | Herinneringskruis | Geplaatst ter nagedachtenis aan de bemanningsleden van een Brits vliegtuig dat hier in 1942 werd neergehaald. |      |
| Koeweg (bij nr. 4)                         | Berg           |                |                   | |      |
| Lindenstraat-Oeverweg                      | Berg           |                |                   | |      |
| Muntweg (bij nr. 10)                       | Berg           |                |                   | |      |
| Pastoor Brouwersstraat-Valkenburgerstraat  | Berg           |                |                   | |      |
| Schanserweg (bij nr. 1)                    | Berg           |                |                   | |      |
| Geulweg-Mussenput                          | Berg-Geulhem   |                |                   | |      |
| Blokweg-Nieuweweg                          | Houthem        |                |                   | |      |
| Blokweg-Groevenweg                         | Houthem        |                |                   | |      |
| Joseph Corneli Allee-Norbertinessenhof     | Houthem        |                |                   | |      |
| Meerssenderweg-Stevensweg                  | Houthem        |                |                   | |      |
| Onderstestraat                             | Houthem        |                |                   | Nabij de kerk.                                                                                                |      |
| Onderstestraat-Sint Gerlach                | Houthem        |                |                   | |      |
| Putweg-Vroenhof                            | Houthem        |                |                   | |      |
| Vauerstraat                                | Houthem        |                |                   | |      |
| Oud Valkenburg                             | Oud-Valkenburg |                |                   | |      |
| Oud Valkenburgerweg                        | Oud-Valkenburg |                |                   | |      |
| Baanweg                                    | Schin op Geul  |                |                   | |      |
| Beemdenvoetpad-Mauritiussingel             | Schin op Geul  |                |                   | |      |
| Engwegen                                   | Schin op Geul  |                |                   | |      |
| Engwegen-Panhuis                           | Schin op Geul  | 1988           |                   | |      |
| Gerendalsweg-IJzerenweg                    | Schin op Geul  |                |                   | |      |
| Graafstraat-Walem                          | Schin op Geul  |                |                   | |      |
| Kerkeveld                                  | Schin op Geul  | 1740           |                   | Het kruis is oorspronkelijk afkomstig uit Frankrijk.                                                          |      |
| Kerkplein                                  | Schin op Geul  | 1991           |                   | |      |
| Keutenberg (bij nr. 7)                     | Schin op Geul  |                |                   | |      |
| Krekelsbos-Kerkeveld                       | Schin op Geul  |                |                   | |      |
| Ransdalerweg-Valkenburgerweg               | Schin op Geul  |                |                   | |      |
| Walem                                      | Schin op Geul  |                |                   | |      |
| Bemelerweg-Dorpstraat                      | Sibbe          |                |                   | |      |
| Kleine Linde                               | Sibbe          |                |                   | |      |
| Dorpsstraat                                | Sibbe          |                |                   | Bij het kasteel.                                                                                              |      |
| Maastrichterweg-Wolfsdel                   | Sibbe          |                |                   | |      |
| Sibberkerkstraat-Sint Rosastraat           | Sibbe          |                |                   | |      |
| Collegaarsweg-Putjensweg                   | Sibbe-IJzeren  |                |                   | |      |
| Gorisweg-Kruisstraat                       | Sibbe-IJzeren  |                |                   | |      |
| Heerstraat-Oude Heerweg                    | Sibbe-IJzeren  |                |                   | |      |
| Beekstraat-De Valkenberg                   | Valkenburg     |                |                   | |      |
| Boschweg-Hekerweg                          | Valkenburg     |                |                   | |      |
| Bosstraat                                  | Valkenburg     |                |                   | |      |
| Bosstraat-De Valkenberg                    | Valkenburg     |                |                   | |      |
| Cauberg                                    | Valkenburg     | 1923           |                   | |      |
| Cauberg-Trichtergrubbe                     | Valkenburg     | 2001           |                   | |      |
| Doctor Ariënsstraat-Parallelweg            | Valkenburg     | 2010           |                   | |      |
| Goudenregenstraat-Jasmijnstraat            | Valkenburg     | Ca. 1960       |                   | |      |
| Groenenweg-Steenstraat                     | Valkenburg     |                |                   | |      |
| Hekerweg-Nieuweweg                         | Valkenburg     | Ca. 1950       | Dankkruis         | |      |
| Keelstraat-Roevoetstraat                   | Valkenburg     |                |                   | |      |
| Klaterstraat-Strabeek                      | Valkenburg     |                |                   | |      |
| Lijksweg-Voetpad langs de Geul             | Valkenburg     |                |                   | |      |
| Nieuweweg (bij nr. 70)                     | Valkenburg     | Ca. 1890       | Herinneringskruis | Geplaatst vanwege het verongelukken van voerman Louis Mobers op deze plek, op 3 december 1890.                |      |
| Oostervoetpad                              | Valkenburg     |                |                   | Bijnaam: De drie beeldjes.                                                                                    |      |
| Prinses Beatrixsingel-Koningswinkelvoetpad | Valkenburg     |                |                   | |      |
| Sibbergrubbe (bij nr. 6)                   | Valkenburg     |                |                   | |      |